# گابور هاتوش
گابور هاتوش (مجاری: Hatos Gábor؛ زاده ۳ اکتبر ۱۹۸۳) کشتی‌گیر اهل مجارستان است. او در المپیک ۲۰۱۲ لندن در دیدار رده بندی از سوسلان تگی‌یف شکست خورد اما پس از مثبت اعلام شدن سوسلان تگی‌یف، به مدال برنز رسید. 